# Nanda Devi este
El Nanda Devi este ( en hindi: नंदा देवी पूर्व ) conocido localmente como Sunanda Devi es el más bajo de los dos picos adyacentes de la montaña más alta de Uttarakhand y la segunda montaña más alta de la India; Nanda Devi es su pico gemelo más alto. Nanda Devi y Nanda Devi East son parte del Himalaya Garhwal, y se encuentran en el estado de Uttarakhand. Los elegantes picos de las montañas gemelas son visibles desde casi todas partes en Kumaon. El primer ascenso al pico Nanda Devi este en la historia registrada parece ser en 1939 por Jakub Bujak y Janusz Klarner. La altitud de Nanda Devi este es de 7.434 m y su prominencia es de 280 m.

## Significado religioso
Nanda Devi este es la cumbre más baja de los picos gemelos de Nanda Devi, un macizo de dos picos, que forma una cresta de 2 kilómetros de largo, orientada de este a oeste. La cumbre occidental es más alta, y la cumbre oriental llamada Nanda Devi este también se conoce localmente como Sunanda Devi. Juntos, los picos son llamados los picos de las diosas Nanda y Sunanda. Estas diosas han aparecido juntas en la antigua literatura sánscrita, Srimad Bhagvatam o Bhagavata Purana y con frecuencia son adoradas juntas en Kumaon y Garhwal, así como en otras partes de la India. Considerar ciertas montañas como sagradas y asociarlas con dioses y diosas específicos es una práctica frecuente en otras partes de Asia también, por ejemplo, el volcán Fuji en Japón parece haber sido nombrado en honor a la diosa del fuego. La primera referencia publicada del Nanda Devi este como Sunanda Devi parece estar en una novela reciente (Malhotra 2011) que tiene a la región de Kumaon como telón de fondo. Se celebra en Uttarakhand un festival anual llamado Nanda Devi Raj Jat que festeja a las dos diosas. 
El Himalaya también ha sido personificado como el Señor Himavata, el Dios de la nieve, que se menciona en el Mahabharata. Es padre de Ganga y Saraswati, que se convirtieron en ríos, y Parvati, un avatar de la gran Diosa Madre Durga, quien se casó con Shiva y las diosas Nanda y Sunanda, quienes también son avatares o asociados espirituales cercanos de la diosa Durga. 

## Historia de su escalada
Una expedición polaca (enlace roto disponible en Internet Archive; véase el historial, la primera versión y la última). de cuatro miembros dirigida por Adam Karpiński subió al pico Nanda Devi este en 1939 desde Longstaff Col, que es la ruta estándar en el pico. La cumbre fue alcanzada por Jakub Bujak y Janusz Klarner. 
En 1951, una expedición francesa intentó atravesar la cresta entre Nanda Devi y Nanda Devi este por primera vez, lo que resultó en la muerte de dos miembros. Tenzing Norgay formaba parte del equipo de soporte; él y Louis Dubost escalaron el Nanda Devi este para buscar a la pareja perdida. Tenzing más tarde declaró que fue la escalada más difícil de su vida, incluso más difícil que el Everest.
Después, un grupo indo-francés alcanzó el pico en 1975 y quizás también una expedición del ejército indio en 1981, pero los montañeros en este último caso no sobrevivieron para contar la historia. La subida de la cresta sur se realiza normalmente desde el valle de Milam hacia el este,  pasando a través del glaciar Lawan y luego hacia Longstaff Col. La escalada pasa por los pintorescos pueblos de Munsyari y Bhadeligwar. 
Marco Dalla Longa dirigió una gran expedición italiana de doce miembros a la Cumbre del Nanda Devi este en 2005. Se acercaron a la cima desde Munsyari y el valle de Milam. Los campamentos se establecieron a 5400 m. El equipo italiano hizo un buen progreso en el Nanda Devi este, a través del pilar central en la cara este. Se dirigían hacia la cumbre cuando un largo período de mal tiempo del 9 al 18 de septiembre los hizo esperar en los campamentos más altos. Entonces la tragedia golpeó al equipo italiano en Nanda Devi este. El líder de la expedición Marco Dalla Longa murió repentinamente. Murió por un ataque de coma el 24 de septiembre. El médico del equipo sospechó que se debió a un edema cerebral. Longa era joven y en forma, sin problemas de salud reportados durante la expedición hasta ese momento. Toda la expedición fue evacuada por vía aérea desde el 27 de septiembre a Munsyari y a Delhi por vía aérea al día siguiente. 
El 27 de junio de 2019 (en el 80 aniversario de la primera expedición polaca al Nanda Devi este), los miembros de la expedición polaca Jarosław Gawrysiak y Wojciech Flaczyński escalaron el Nanda Devi estet.

## Parque Nacional Nanda Devi y Parques Nacionales del Valle de las Flores
El parque nacional Nanda Devi junto con el parque nacional del Valle de las Flores son algunas de las áreas silvestres más espectaculares del Himalaya. Están dominados por los picos Nanda Devi y Nanda Devi este, la segunda montaña más alta de la India, y se puede llegar a ellos a través del desfiladero de Rishiganga, uno de los más profundos del mundo. Ningún ser humano vive en el parque, que se ha mantenido más o menos intacto debido a su inaccesibilidad. Tiene una flora muy diversa y es el hábitat de varios mamíferos en peligro de extinción, entre ellos el leopardo de las nieves, el serow, el ciervo almizclero del Himalaya y el bharal. El parque nacional Nanda Devi se encuentra en el este de Uttarakhand, cerca de la frontera tibetana en el Himalaya Garhwal, 300 km al noreste de Delhi. 

## Libros
- Aitken, Bill. (reprinted 1994). The Nanda Devi Affair, Penguin Books India. ISBN 0-14-024045-4.
- Malhotra, Ashok (2011) Nude Besides the Lake, Createspace ISBN 978-1463529390